# Vitinho
Victor Vinícius Coelho dos Santos, mer känd som Vitinho, född 9 oktober 1993, är en brasiliansk fotbollsspelare som spelar för Al-Ettifaq

## Karriär
Den 2 september 2013 värvades Vitinho av ryska CSKA Moskva, där han skrev på ett femårskontrakt. I juli 2018 värvades han av Flamengo, där han skrev på ett fyraårskontrakt.